# Marie Barnard
Pour les articles homonymes, voir Barnard.
Marie Barnard, connue aussi sous les noms de Marie Russak, Marie Barna et de Marie Hotchener (Four Corners (Californie), 7 octobre 1865-Hollywood, 4 mars 1945) est une chanteuse, architecte et théosophe américaine.

## Biographie

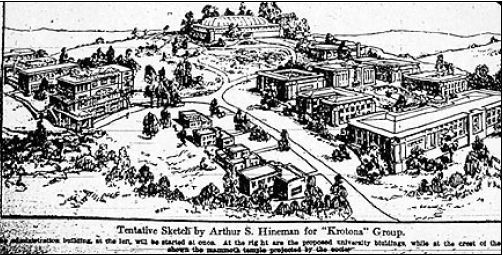
Krotona en 1912

Elle étudie la musique au Mills College d'Oakland et devient une chanteuse renommée qui se produit même en Europe. En 1899, elle épouse le producteur d'opéra Frank Russak et déménage avec lui à Paris, en 1901. Intéressé par la théosophie, elle participe à la Société théosophique.
Vivant à Adyar, Chennai (en) en Inde de 1906 à 1910, elle y approfondit son étude de l'ésotérisme et de la théosophie, et, en 1912, participe activement à la Co-Freemasonry (en). Elle cofonde alors avec Annie Besant l'Ordre mystique du temple de la rose-croix et travaille avec les Rosicruciens jusqu'à la dissolution du groupe en 1918. 
À son retour d'Inde, elle fonde Krotona. En 1915, Harvey Spencer Lewis la contacte pour qu'elle rejoigne l'Antiquus Mysticusque Ordo Rosae Crucis. Elle y transmet alors une grande partie de la connaissance ésotérique qu'elle a acquise, et collabore à l'élaboration de certains rituels.

## Œuvre
- The Occultism of Music and Painting, 1916